# Dan Fogelman
Dan Fogelman né le 19 février 1976 à River Vale (New Jersey), est un réalisateur, scénariste et producteur.

## Biographie
Dan Fogelman est né le 19 février 1976 à River Vale (New Jersey).
Il a étudié et sort diplômé de l'université de Pennsylvanie en 1997.

### Vie privée
Il est marié à l'actrice Caitlin Thompson depuis 2015. Ils ont un fils, Ben, né en 2020.

## Filmographie

### Réalisateur
- 2003 : Shit Happens (court métrage)
- 2015 : Danny Collins
- 2018 : Seule la vie... (Life Itself)

### Scénariste

#### Cinéma
- 2003 : Shit Happens (court métrage)
- 2006 : Cars de John Lasseter et Joe Ranft
- 2007 : Frère Noël (Fred Claus) de David Dobkin
- 2008 : Volt, star malgré lui (Bolt) de Chris Williams et Byron Howard
- 2010 : Raiponce (Tangled) de Byron Howard et Nathan Greno
- 2011 : Cars 2 de John Lasseter et Brad Lewis
- 2011 : Crazy, Stupid, Love de Glenn Ficarra et John Requa
- 2012 : Maman, j'ai raté ma vie (The Guilt Trip) d'Anne Fletcher
- 2013 : Last Vegas de Jon Turteltaub
- 2015 : Danny Collins
- 2018 : Seule la vie... (Life Itself)

#### Télévision

##### Séries télévisées
- 2003 - 2004 : Like Family (23 épisodes, également créateur)
- 2007 : Lipshitz Saves the World
- 2012 - 2014 : The Neighbors (44 épisodes, également créateur)
- 2014 : Imagine (en)
- 2015 - 2016 : Galavant (18 épisodes, également créateur)
- 2016 : Grandfathered (2 épisodes)
- 2016 : Pitch (10 épisodes, également créateur)
- 2016 - 2022 : This Is Us (106 épisodes, également créateur)
- 2019 : Bir Aile Hikayesi (18 épisodes)
- 2021 - 2023 : Je te promets (18 épisodes)
- 2025 : Paradise

### Producteur exécutif
- 2003 - 2004 : Like Family (23 épisodes)
- 2012 : Maman, j'ai raté ma vie (The Guilt Trip) d'Anne Fletcher
- 2012 - 2014 : The Neighbors (43 épisodes)
- 2015 : This Is Not a Love Story (Me and Earl and the Dying Girl) d'Alfonso Gomez-Rejon (producteur)
- 2015 - 2016 : Galavant (18 épisodes)
- 2015 - 2016 : Grandfathered (22 épisodes)
- 2016 : Pitch (10 épisodes)
- 2016 - 2022 : This Is Us
- 2018 : Seule la vie... (Life Itself) (producteur)
- 2021 - 2024 : Only Murders in the Building (40 épisodes)
- 2025 : Paradise

### Acteur
- 2008 : Volt, star malgré lui (Bolt) de Chris Williams et Byron Howard : Billy (voix)